# Катюшка Тоаза
Катюшка Жаклін Тоаза Авеліно (ісп. Katiuska Jacqueline Toaza Avelino; нар. 29 жовтня 1987, Мокаче, кантон Мокаче, провінція Лос-Ріос) — еквадорська борчиня вільного стилю, триразова срібна та дворазова бронзова призерка Панамериканських чемпіонатів, чемпіонка, дворазова срібна та бронзова призерка чемпіонатів Південної Америки, дворазова бронзова призерка Південноамериканських ігор.

## Життєпис
Тренувалася в Бабаойо. Тренер — Хорхе Гонсалес Акоста.

## Спортивні результати на міжнародних змаганнях

### Виступи на Чемпіонатах світу
| Змагання                        | Збірна  | Вагова категорія          | Місце |
| ------------------------------- | ------- | ------------------------- | ----- |
| Чемпіонат світу з боротьби 2007 | Еквадор | жіноча боротьба, до 48 кг | 27    |

### Виступи на Панамериканських чемпіонатах
| Змагання                                   | Збірна  | Вагова категорія          | Місце  |
| ------------------------------------------ | ------- | ------------------------- | ------ |
| Панамериканський чемпіонат з боротьби 2006 | Еквадор | жіноча боротьба, до 48 кг | Бронза |
| Панамериканський чемпіонат з боротьби 2007 | Еквадор | жіноча боротьба, до 51 кг | Срібло |
| Панамериканський чемпіонат з боротьби 2008 | Еквадор | жіноча боротьба, до 48 кг | 5      |
| Панамериканський чемпіонат з боротьби 2009 | Еквадор | жіноча боротьба, до 48 кг | 5      |
| Панамериканський чемпіонат з боротьби 2012 | Еквадор | жіноча боротьба, до 48 кг | Срібло |
| Панамериканський чемпіонат з боротьби 2014 | Еквадор | жіноча боротьба, до 48 кг | 5      |
| Панамериканський чемпіонат з боротьби 2015 | Еквадор | жіноча боротьба, до 48 кг | Срібло |
| Панамериканський чемпіонат з боротьби 2016 | Еквадор | жіноча боротьба, до 48 кг | Бронза |

### Виступи на Чемпіонатах Південної Америки
| Змагання                                    | Збірна  | Вагова категорія          | Місце  |
| ------------------------------------------- | ------- | ------------------------- | ------ |
| Чемпіонат Південної Америки з боротьби 2009 | Еквадор | жіноча боротьба, до 48 кг | Золото |
| Чемпіонат Південної Америки з боротьби 2013 | Еквадор | жіноча боротьба, до 48 кг | Бронза |
| Чемпіонат Південної Америки з боротьби 2014 | Еквадор | жіноча боротьба, до 48 кг | Срібло |
| Чемпіонат Південної Америки з боротьби 2015 | Еквадор | жіноча боротьба, до 48 кг | Срібло |

### Виступи на Південноамериканських іграх
| Змагання                       | Збірна  | Вагова категорія          | Місце  |
| ------------------------------ | ------- | ------------------------- | ------ |
| Південноамериканські ігри 2010 | Еквадор | жіноча боротьба, до 48 кг | Бронза |
| Південноамериканські ігри 2014 | Еквадор | жіноча боротьба, до 48 кг | Бронза |

### Виступи на інших змаганнях
| Змагання                                                               | Збірна  | Вагова категорія          | Місце  |
| ---------------------------------------------------------------------- | ------- | ------------------------- | ------ |
| Олімпійський кваліфікаційний турнір з боротьби 2012 (Кіссіммі-Орландо) | Еквадор | жіноча боротьба, до 48 кг | Бронза |
| Кубок Бразилії з боротьби 2014                                         | Еквадор | жіноча боротьба, до 48 кг | Бронза |
| Олімпійський кваліфікаційний турнір з боротьби 2016 (Фріско)           | Еквадор | жіноча боротьба, до 48 кг | 7      |

### Виступи на змаганнях молодших вікових груп
| Змагання                                                 | Збірна  | Вагова категорія          | Місце  |
| -------------------------------------------------------- | ------- | ------------------------- | ------ |
| Панамериканський чемпіонат з боротьби серед кадетів 2004 | Еквадор | жіноча боротьба, до 49 кг | Срібло |
| Чемпіонат світу з боротьби серед юніорів 2006            | Еквадор | жіноча боротьба, до 48 кг | 16     |
| Панамериканський чемпіонат з боротьби серед юніорів 2007 | Еквадор | жіноча боротьба, до 48 кг | Золото |
| Чемпіонат світу з боротьби серед юніорів 2007            | Еквадор | жіноча боротьба, до 48 кг | 8      |